# Restio quadratus
Restio quadratus är en gräsväxtart som beskrevs av Maxwell Tylden Masters. Restio quadratus ingår i släktet Restio och familjen Restionaceae. Inga underarter finns listade i Catalogue of Life.

## Bildgalleri

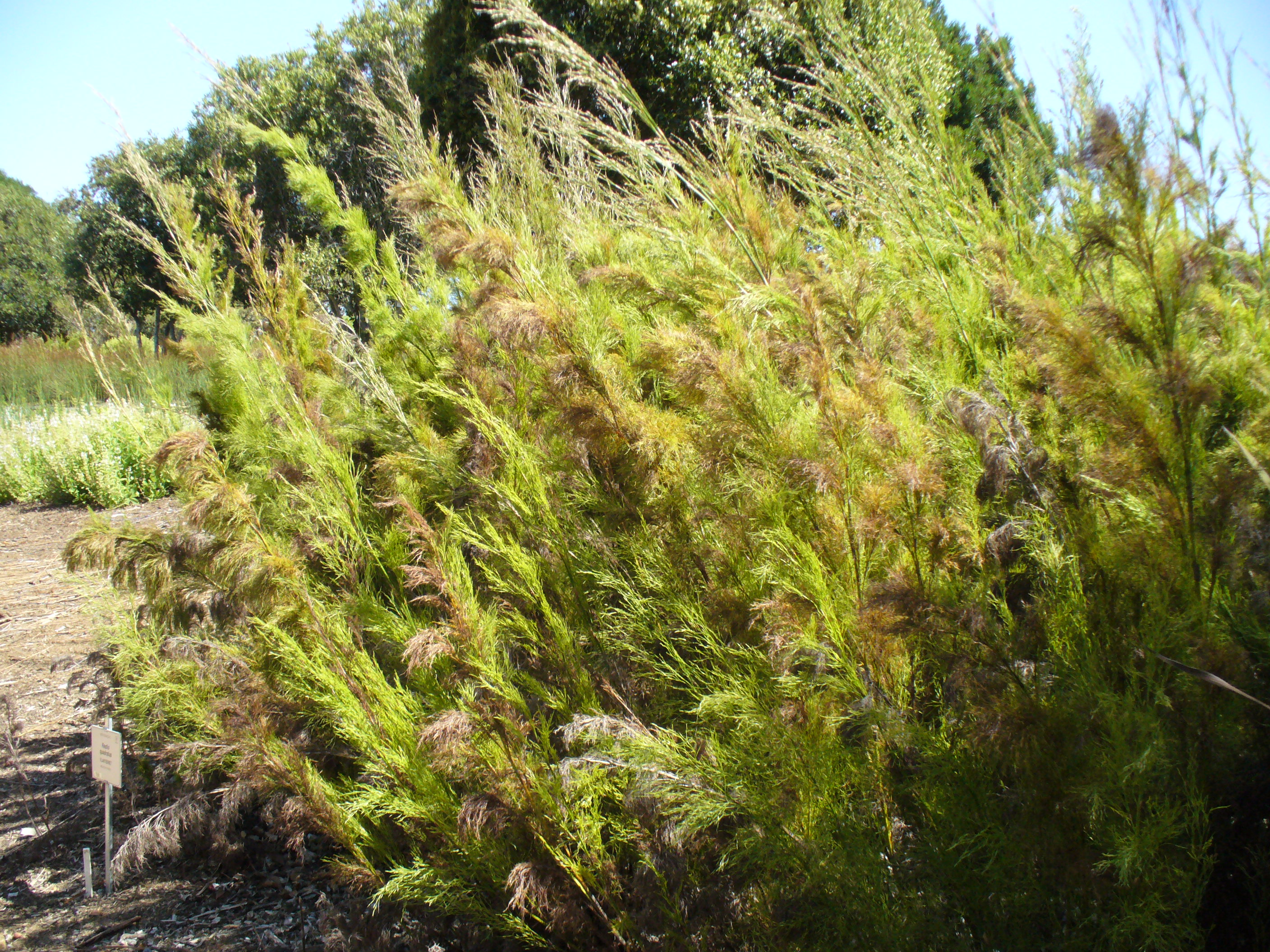
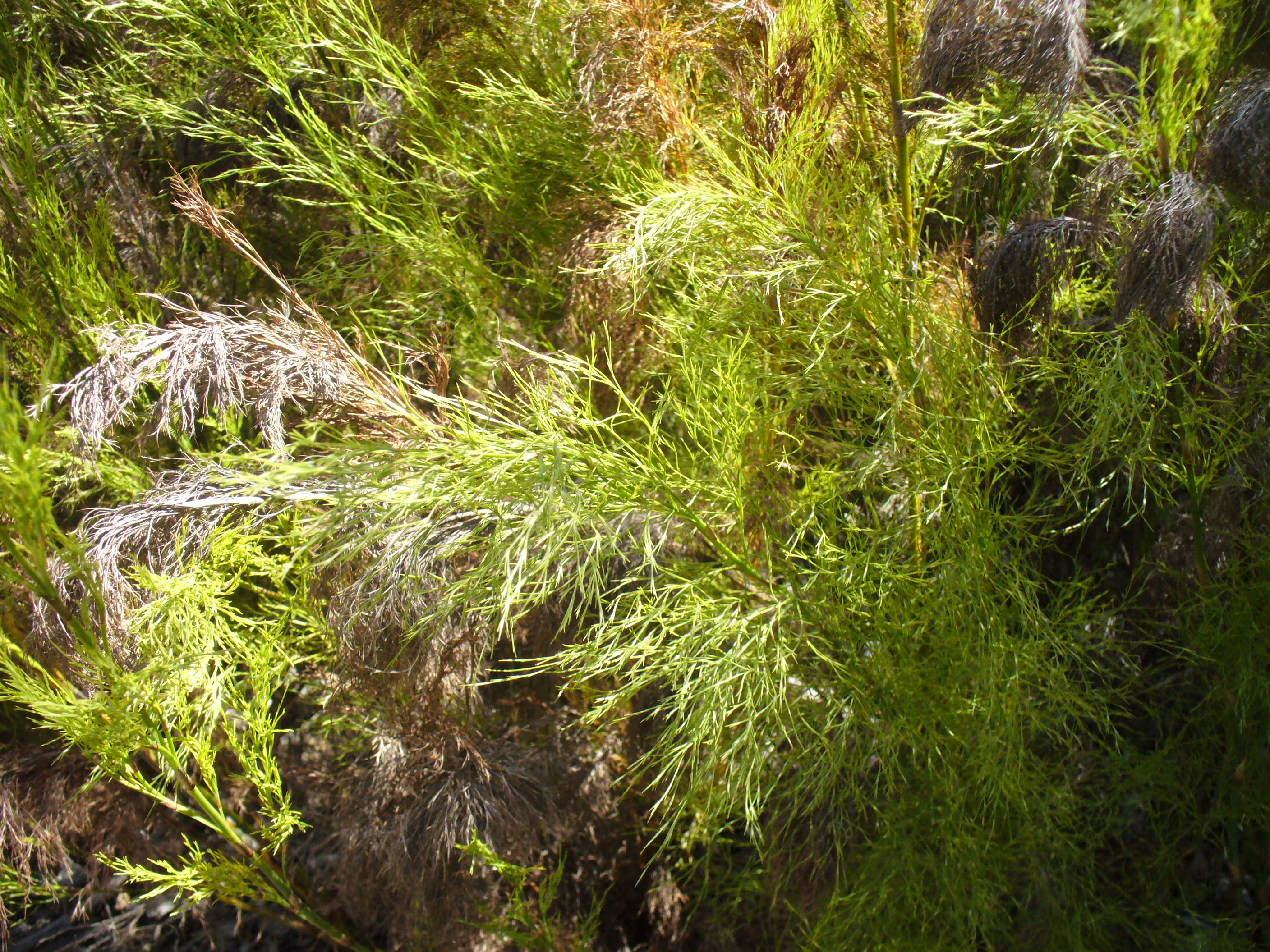